# 포토트로핀
포토트로핀(Phototropin)은 식물의 청색광수용체 단백질의 일종이다. 굴광성(Phototropism: 줄기 따위가 빛의 방향으로 굽는 현상)과 관련되어 있으며, 이것을 어원으로 한다.
식물에는 이것 외에 청색광수용체 크립토크롬과 적색광수용체 피토크롬이 있으며, 함께 빛에 대한 응답・조절에 관여하고 있다.
많은 식물에는 PHOT1 및 PHOT2 2종류의 포토트로핀이 있다. FMN을 색소단으로 2분자 포함하며, N-말단측에 있는 LOV라 불리는 역(域, 이것은 리듬 형성 따위에 관여하는 여러 가지 단백질에 포함되는 PAS역과도 닮았다)과 결합한다. 또한 C-말단측에는 세린/트레오닌키나아제 구성이 있으며, 푸른 빛에 의한 자기인산화(自己磷酸化)가 일어난다. 이것이 방아쇠가 되어 신호 전달 경로가 활성화된다고 여겨진다. 또한 일부의 식물에서는 포토크롬과의 키메라단백질을 찾아볼 수 있다.
포토트로핀은 굴광성 외에, 기공의 개폐, 엽록체의 광정위운동(빛에 반응하여 위치를 바꾸는 것)에도 관여한다. 또한 줄기의 신장에도 초기단계(크립토크롬이 반응하기 전)까지 작동한다. PHOT1은 빛에 반응하여 특정 mRNA가 불안정화되는 효과에도 관여한다.